# Chesapeake (tribu)
La Nación Chesapeake, quienes habitaban en el sudeste de la actual Virginia (Estados Unidos) era una nación de nativos estadounidenses la cual se piensa que no formaba parte de la confederación Powhatan.
Se cree que fueron totalmente aniquilados en los años inmediatamente anteriores al establecimiento del asentamiento de Jamestown por colonos ingleses, el cual se produjo el 14 de mayo de 1607.
Se ha teorizado que los Powhatan, después de haber consultado con su hechicero, creyeron que los nativos Chesapeake, también conocidos como Chesepian, eran una amenaza. El hechicero habría ordenado la destrucción de la nación y no hubo supervivientes.
Otros han especulado que los "colonos perdidos" de la isla Roanoke podrían haber emigrado y haber vivido entre los Chesapeake antes de que fueran destruidos por los Powhatan.
Existen dos libros de Helen Rountree que tratan sobre los nativos de los Estados Unidos en Virginia durante la época precolonial.